# Gaudenzio Nazario
Gaudenzio Nazario (Vercelli, 3 settembre 1904 – ...) è stato un calciatore italiano, di ruolo mediano.

## Carriera
Giocò in Serie A con la Pro Vercelli nei campionati 1929-30 e 1930-31.
Esordio in Serie A il 24/11/1929: Cremonese-Pro Vercelli 0-0